# Salpis clarkei
Salpis clarkei är en fjärilsart som beskrevs av Sperry 1951. Salpis clarkei ingår i släktet Salpis och familjen mätare. Inga underarter finns listade.